# جيمس إس. هارلان
جيمس إس. هارلان (بالإنجليزية: James S. Harlan)‏ هو محامي أمريكي، ولد في 1861 في إيفانسفيل في الولايات المتحدة، وتوفي في 1927.